# ノースカロライナ大学
ノースカロライナ大学（ノースカロライナだいがく、英語: University of North Carolina）は、ノースカロライナ州に所在する複数のキャンパスを持つ公立大学であり、州内の16の公立大学とNC School of Science and Mathematicsで構成している。旗艦校であるノースカロライナ大学チャペルヒル校と区別するため、一般的に「UNCシステム」と呼ばれている。
UNCシャーロット校には239,987人の学生が在籍しており、2008年にはノースカロライナ州の全学士号の75％以上を取得した。2008年から2009年にかけて、UNCの各キャンパスは43,686名の学生に学位を授与し、そのうち31,055名が学士の学位を授与された。

## 沿革

### 設立
1789年に設立されたノースカロライナ大学チャペルヒル校は、アメリカに現存する州立大学の中で最古の大学の3校のうちの1つである。チャペルヒル校は、再建時に深刻な財政問題と入学者問題に直面し、1871年から1875年まで閉鎖された。1877年、ノースカロライナ州は高等教育機関のスポンサーとなることを決定し、その後、女子大学（現在のノースカロライナ大学グリーンズボロ校）、ランドグラント大学（ノースカロライナ州立大学）、5つの歴史的黒人大学（ノースカロライナA&T州立大学、ノースカロライナ・セントラル大学、ウィンストン・セーラム州立大学、フェイエットビル州立大学、エリザベス・シティ州立大学）、アメリカインディアンを教育する機関（ノースカロライナ大学ペムブローク校）などが設立された。その他にも、公教育のための教師を養成するため、パフォーミング・アーティストを指導するために設立された大学などもある。

### 初期の統合
世界恐慌の中、ノースカロライナ州議会は州政府のコスト削減を目指していた。1931年、コスト削減の一環として、当時チャペルヒル校のノースカロライナ大学のみを指していたノースカロライナ大学を再定義し、チャペルヒルのノースカロライナ大学、ノースカロライナ州立大学、女子大学（現在のノースカロライナ大学グリーンズボロ校）の既存キャンパスを含んで統合した新しいノースカロライナ大学を設立した。3つのキャンパスは、1つの評議員会と1人の学長の指導下に置かれ、ディーンが3つのキャンパスの日常的な監督者となった。1945年、ディーンは大学総長（chancellor）に変更された。1969年までに、立法措置により、ノースカロライナ大学シャーロット校、ノースカロライナ大学アッシュビル校、ノースカロライナ大学ウィルミントン校の3つのキャンパスがノースカロライナ大学に加わった。

### 統合
1971年、ノースカロライナ州は、学士号を授与する16の公立教育機関をすべてノースカロライナ大学に統合する法案を可決した。この統合で、各構成校に独自の理事長と評議員会が設けられた。1985年に、全米初の公立の全寮制英才高校であるNorth Carolina School of Science and Mathematicsが大学の附属校となり、2007年に、同校は大学の正式な構成校となった。

### 州規模の閉鎖
2020年3月、新型コロナウイルス感染症の世界的流行の影響で、UNCシステムはすべてのキャンパスで対面式の授業を無期限に中止した。世界的流行の拡大を抑えるために、各大学は可能な限り多くの学生をキャンパス内の住居から帰省させ、可能な限りテレワークを導入し、オンライン学習環境に移行するよう求められた。

### 総長
| 総長                                 | 就任年                         |
| ------------------------------------ | ------------------------------ |
| ジョセフ・コールドウェル             | 1804–1812                      |
| ロバート・ヘット・チャップマン       | 1812–1816                      |
| ジョセフ・コールドウェル             | 1816–1835                      |
| エリシャ・ミッチェル *               | 1835                           |
| デイビット・ローリー・スウェイン     | 1835–1868                      |
| ソロモン・プール                     | 1869–1872                      |
| チャールズ・フィリップス             | 1875–1876                      |
| ケンプ・P・バトル                    | 1876–1891                      |
| ジョージ・T・ウィンストン            | 1891–1896                      |
| エドウィン・オーダーマン             | 1896–1900                      |
| フランシス・プレストン・ヴェナブル   | 1900–1914                      |
| エドワード・キダー・グラハム         | 1914–1918                      |
| マービン・ヘンドリクス・ステイシー   | 1918–1919                      |
| ハリー・ウッドバーン・チェイス       | 1919–1930                      |
| フランク・グレアム                   | 1930–1949 (1931年の統合)       |
| ウィリアム・カーマイケル・ジュニア * | 1949–1950                      |
| ゴードン・グレイ                     | 1950–1955                      |
| ハリス・パークス *                   | 1955–1956                      |
| ウィリアム・C・フライデー            | 1956–1986 (1957年まで総長代行) |
| クレミー・スパングラー               | 1986–1997                      |
| モリー・コーベット・ブロード         | 1997–2006                      |
| アースキン・ボウルズ                 | 2006–2011                      |
| トーマス・W・ロス                    | 2011–2016                      |
| ユニウス・J・ゴンザレス *            | 2016                           |
| マーガレット・スペリングス           | 2016–2019                      |
| ウィリアム・L・ローパー *            | 2019–2020                      |
| ピーター・ハンス                     | 2020-                          |

* 印は総長代行を示す。

## 関連法令

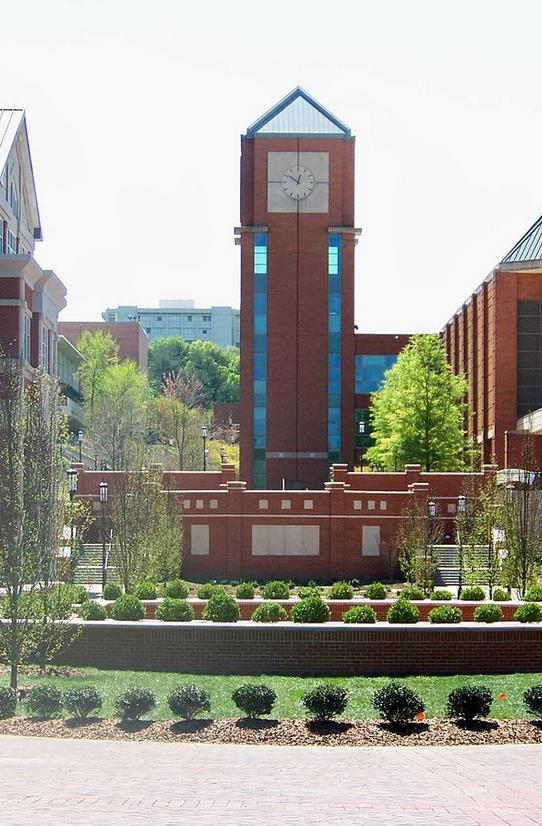
ノースカロライナ大学シャーロット校
同校は、1960年代から1970年代にかけて大きく発展した。

ノースカロライナ大学の法的権限と義務は、州憲法（1776年）に規定されており、その第41条には次のように規定されている。
That a school or schools shall be established by the Legislature, for the convenient instruction of youth, ... and all useful learning shall be duly encouraged, and promoted, in one or more universities,
1789年 州議会が大学の設立許可と資金援助を行った。
1971年の州憲法第9条は、州内のあらゆる形態の公教育を扱っている。また、同条の第8項および第9項は高等教育を扱っている。
- 第8項 高等教育（Higher education）

The General Assembly shall maintain a public system of higher education, comprising The University of North Carolina and such other institutions of higher education as the General Assembly may deem wise. The General Assembly shall provide for the selection of trustees of The University of North Carolina and of the other institutions of higher education, in whom shall be vested all the privileges, rights, franchises, and endowments heretofore granted to or conferred upon the trustees of these institutions. The General Assembly may enact laws necessary and expedient for the maintenance and management of The University of North Carolina and the other public institutions of higher education.
- 第9項 公立高等教育機関の福利厚生（Benefits of public institutions of higher education.）

The General Assembly shall provide that the benefits of The University of North Carolina and other public institutions of higher education, as far as practicable, be extended to the people of the State free of expense.
法令により、現在のノースカロライナ大学の機能と学生の負担が定められている。

## 構成校
ノースカロライナ大学には17のキャンパスがあり、2つの医学部と1つの教育病院、10の看護プログラム、2つの歯学部、1つの獣医学部と病院、1つの薬学部のほか、2つの法学部、15の教育学部、3つの工学部、パフォーミング・アーティストのための学校などがある。最も古いノースカロライナ大学チャペルヒル校は、1795年に初めて学生を受け入れた。最も小規模で新しい構成校は、1980年に設立された全寮制の2年制高校であるNorth Carolina School of Science and Mathematicsで、2007年から大学の正式な構成校となった。最大の大学はノースカロライナ州立大学で、2012年秋季の時点で34,340人の学生が在籍している。
各キャンパスの正式名称はノースカロライナ州議会で決定されるが、略称は各校で決定する。
| 正式名称 (以前の名称) | 略称                                                                 | 所在地                                 | 在籍数 2019年 秋季 | カーネギー高等教育機関分類  | 設立年 | スポーツ・チーム    | 加盟年 | 脚注          |
| --- | -------------------------------------------------------------------- | -------------------------------------- | ------------------ | --------------------------- | ------ | ------------------- | ------ | ------------- |
| アパラチア州立大学 (Appalachian State Teacher's College, 1967年まで)                                                                    | ASU, App State (for athletics)                                       | ブーン, ワタウガ郡                     | 19,280             | 修士号授与機関              | 1899   | Mountaineers        | 1972   | [ 15 ] [ 16 ] |
| イーストカロライナ大学 (East Carolina College, 1967年まで)                                                                              | ECU, East Carolina (for athletics)                                   | グリーンビル, ピット郡                 | 28,651             | 博士号授与機関 （研究大学） | 1907   | Pirates             | 1972   | [ 17 ] [ 18 ] |
| エリザベスシティ州立大学 (Elizabeth City State College, 1969年まで)                                                                     | ECSU                                                                 | エリザベスシティ, パスクォタンク郡     | 1,772              | 学士号授与機関              | 1891   | Vikings             | 1972   | [ 19 ] [ 20 ] |
| ファイエットビル州立大学 (Fayetteville State College, 1969年まで)                                                                       | FSU                                                                  | ファイエットビル, カンバーランド郡     | 6,551              | 修士号授与機関              | 1867   | Broncos             | 1972   | [ 21 ] [ 22 ] |
| ノースカロライナ・アグリカルチュラル・アンド・テクニカル州立大学 (The Agricultural and Technical College of North Carolina, 1969年まで) | NC A&T                                                               | グリーンズボロ, ギルフォード郡         | 12,556             | 博士号授与機関 （研究大学） | 1891   | Aggies              | 1972   | [ 23 ] [ 24 ] |
| ノースカロライナ・セントラル大学 (North Carolina College at Durham, 1969年まで)                                                         | NCCU, NC Central (for athletics)                                     | ダーラム, ダーラム郡                   | 8,011              | 修士号授与機関              | 1909   | Eagles              | 1972   | [ 25 ] [ 26 ] |
| ノースカロライナ州立大学 (North Carolina State College of Agriculture and Engineering, 1963年まで)                                      | NCSU, NC State or State (for athletics)                              | ローリー, ウェイク郡                   | 36,304             | 博士号授与機関 （研究大学） | 1887   | Wolfpack            | 1932   | [ 27 ] [ 28 ] |
| ノースカロライナ大学アッシュビル校 (Asheville-Biltmore College 1969年まで)                                                              | UNCA or Asheville                                                    | アッシュビル, バンコム郡               | 3,600              | 学士号授与機関              | 1927   | Bulldogs            | 1969   | [ 29 ] [ 30 ] |
| ノースカロライナ大学チャペルヒル校 (University of North Carolina, 1963年まで)                                                           | UNC-Chapel Hill, UNC-CH, North Carolina, or Carolina (for athletics) | チャペルヒル, オレンジ郡               | 29,877             | 博士号授与機関 （研究大学） | 1789   | Tar Heels           | 1932   | [ 33 ] [ 34 ] |
| ノースカロライナ大学シャーロット校 (Charlotte College, 1965年まで)                                                                      | UNC Charlotte, Charlotte (for athletics)                             | シャーロット, メクレンバーグ郡         | 29,615             | 博士号授与機関 （研究大学） | 1946   | 49ers               | 1965   | [ 35 ] [ 36 ] |
| ノースカロライナ大学グリーンズボロ校 (The Woman's College of the University of North Carolina, 1963年まで)                              | UNCG                                                                 | グリーンズボロ, ギルフォード郡         | 20,196             | 博士号授与機関 （研究大学） | 1891   | Spartans            | 1932   | [ 37 ] [ 38 ] |
| ノースカロライナ大学ペムブローク校 (Pembroke State University, 1996年まで)                                                              | UNCP                                                                 | ペンブローク, ロブソン郡               | 7,698              | 修士号授与機関              | 1887   | Braves              | 1972   | [ 40 ] [ 41 ] |
| ノースカロライナ大学ウィルミントン校 (Wilmington College, 1969年まで)                                                                   | UNCW                                                                 | ウィルミントン, ニューハノバー郡       | 17,499             | 博士号授与機関 （研究大学） | 1947   | Seahawks            | 1969   | [ 42 ] [ 43 ] |
| ノースカロライナ州立芸術大学 (North Carolina School of the Arts, 2008年まで)                                                            | UNCSA                                                                | ウィンストン・セーラム, フォーサイス郡 | 1,086              | 特別専門教育機関            | 1963   | The Fighting Pickle | 1972   | [ 44 ] [ 45 ] |
| ウエスタンカロライナ大学 (Western Carolina College, 1967年まで)                                                                         | WCU, Western Carolina (for athletics)                                | カラウィ, ジャクソン郡                 | 12,167             | 修士号授与機関              | 1889   | Catamounts          | 1972   | [ 46 ] [ 47 ] |
| ウィンストン・セーラム州立大学 (Winston-Salem Teacher's College, 1969年まで)                                                            | WSSU                                                                 | ウィンストン・セーラム, フォーサイス郡 | 5,124              | 学士号授与機関              | 1892   | Rams                | 1972   | [ 48 ] [ 49 ] |
| North Carolina School of Science and Mathematics                                                                                        | NCSSM                                                                | ダーラム, ダーラム郡                   | 680                | 全寮制高校                  | 1980   | Unicorns            | 2007   | [ 50 ] [ 51 ] |

### 補足
入学者数は、ノースカロライナ大学のウェブサイトに掲載されている公式人数（フルタイム学生、パートタイム学生、学部生、大学院生のすべてを含む）である。NCSSMの人数については同校のウェブサイトから引用したもので、NCSSMの人数は含まれていない。
以下の大学は創立後に4年制大学になった大学である（カッコ内はそれぞれの4年制大学になった日付）。
- East Carolina University (1920)
- North Carolina Central University (1925)
- Winston-Salem State University (1925)
- Western Carolina University (1929)
- Appalachian State University (1929)
- Elizabeth City State University (1937)
- University of North Carolina at Pembroke (1939)
- Fayetteville State University (1939)
- University of North Carolina at Asheville (1963)
- University of North Carolina at Charlotte (1963)
- University of North Carolina at Wilmington (1963)

ノースカロライナ大学ペンブローク校とノースカロライナ大学芸術学部を除き、1972年にUNCに加盟した大学は、現在の名称で加盟している。1972年現在、ノースカロライナ州のすべての公立4年制大学がUNCの構成校となっている。

## 関係機関
| 関係機関                                              | 所在地                               | 設立年 |
| ----------------------------------------------------- | ------------------------------------ | ------ |
| North Carolina Arboretum                              | アッシュビル, バンコム郡             | 1989   |
| North Carolina Center for International Understanding | ローリー, ウェイク郡                 |        |
| North Carolina Center for Nursing                     | ローリー, ウェイク郡                 |        |
| North Carolina State Approving Agency                 | ローリー, ウェイク郡                 |        |
| North Carolina State Education Assistance Authority   | ローリー, ウェイク郡                 |        |
| UNC Center for Public Media (PBS NC)                  | リサーチ・トライアングル, ダーラム郡 | 1955   |
| UNC Faculty Assembly                                  | チャペルヒル, オレンジ郡             |        |
| University of North Carolina Press                    | チャペルヒル, オレンジ郡             | 1922   |
| UNC Staff Assembly                                    | チャペルヒル, オレンジ郡             |        |